# Patinaj viteză pe pistă scurtă la Jocurile Olimpice de iarnă din 2018 – 1.500 m (feminin)
Proba de patinaj viteză pe pistă scurtă, 1.500 m feminin de la Jocurile Olimpice de iarnă din 2018 de la Pyeongchang, Coreea de Sud a avut loc pe 17 februarie 2018 la Gangneung Ice Arena.

## Program
Orele sunt orele Coreei de Sud (ora României + 7 ore).
| Dată         | Ora         | Rundă  |
| ------------ | ----------- | ------ |
| 17 februarie | 19:00-21:45 | Finala |

## Rezultate calificări
C – calificată pentru semifinale
AV – a avansat mai departe
PEN – penalizare
| Loc | Serie | Nume                  | Țară                         | Timp     | Note |
| --- | ----- | --------------------- | ---------------------------- | -------- | ---- |
| 1   | 1     | Arianna Fontana       | Italia                       | 2:28,494 | C    |
| 2   | 1     | Jorien ter Mors       | Olanda                       | 2:28,587 | C    |
| 3   | 1     | Sumire Kikuchi        | Japonia                      | 2:29,665 | C    |
| 4   | 1     | Kim Iong-a            | Kazahstan                    | 2:29,875 |      |
| 5   | 1     | Shim Suk-hee          | Coreea de Sud                | 2:39,984 |      |
| 7   | 1     | Sára Bácskai          | Ungaria                      | 9:99.99  | PEN  |
| 1   | 2     | Han Yutong            | China                        | 2:31,158 | C    |
| 2   | 2     | Marianne St-Gelais    | Canada                       | 2:31,274 | C    |
| 3   | 2     | Martina Valcepina     | Italia                       | 2:31,370 | C    |
| 4   | 2     | Kathryn Thomson       | Marea Britanie               | 2:32,891 |      |
| 5   | 2     | Anna Seidel           | Germania                     | 2:56,976 | AV   |
| 7   | 2     | Jessica Kooreman      | Statele Unite ale Americii   | 9:99.99  | PEN  |
| 1   | 3     | Suzanne Schulting     | Olanda                       | 2:27,730 | C    |
| 2   | 3     | Deanna Lockett        | Australia                    | 2:28,996 | C    |
| 3   | 3     | Charlotte Gilmartin   | Marea Britanie               | 2:29,005 | C    |
| 4   | 3     | Michaela Sejpalová    | Cehia                        | 2:30,012 |      |
| 5   | 3     | Cheyenne Goh          | Singapore                    | 2:36,971 |      |
| 7   | 3     | Ekaterina Efremenkova | Sportivii Olimpici ai Rusiei | 9:99.99  | PEN  |
| 1   | 4     | Kim A-lang            | Coreea de Sud                | 2:20,891 | C    |
| 2   | 4     | Kim Boutin            | Canada                       | 2:21,149 | C    |
| 3   | 4     | Véronique Pierron     | Franța                       | 2:22,119 | C    |
| 4   | 4     | Magdalena Warakomska  | Polonia                      | 2:23,693 |      |
| 7   | 4     | Anastassiya Krestova  | Kazahstan                    | 9:99.99  | PEN  |
| 7   | 4     | Yuki Kikuchi          | Japonia                      | 9:99.99  | PEN  |
| 1   | 5     | Elise Christie        | Marea Britanie               | 2:29,316 | C    |
| 2   | 5     | Zhou Yang             | China                        | 2:29,587 | C    |
| 3   | 5     | Valérie Maltais       | Canada                       | 2:29,877 | C    |
| 4   | 5     | Tifany Huot-Marchand  | Franța                       | 2:29,996 |      |
| 5   | 5     | Bianca Walter         | Germania                     | 2:30,819 |      |
| 6   | 5     | Maame Biney           | Statele Unite ale Americii   | 2:31,819 |      |
| 1   | 6     | Choi Min-jeong        | Coreea de Sud                | 2:24,595 | C    |
| 2   | 6     | Petra Jászapáti       | Ungaria                      | 2:25,022 | C    |
| 3   | 6     | Li Jinyu              | China                        | 2:25,034 | C    |
| 4   | 6     | Sofia Prosvirnova     | Sportivii Olimpici ai Rusiei | 2:25,553 |      |
| 5   | 6     | Lana Gehring          | Statele Unite ale Americii   | 2:27,336 |      |
| 6   | 6     | Shione Kaminaga       | Japonia                      | 2:28,719 |      |

## Rezultate runda eliminatorie

### Semifinals
CA – calificată pentru Finala A
CB – calificată pentru Finala B
AV – a avansat mai departe
PEN – penalizare
| Loc | Semifinală | Nume                | Țară           | Timp     | Note |
| --- | ---------- | ------------------- | -------------- | -------- | ---- |
| 1   | 1          | Kim A-lang          | Coreea de Sud  | 2:22,691 | CA   |
| 2   | 1          | Kim Boutin          | Canada         | 2:22,799 | CA   |
| 3   | 1          | Han Yutong          | China          | 2:22,826 | CB   |
| 4   | 1          | Martina Valcepina   | Italia         | 2:24,171 | CB   |
| 5   | 1          | Veronique Pierron   | Franța         | 2:28,023 |      |
| 6   | 1          | Anna Seidel         | Germania       | 3:00,658 |      |
| 7   | 1          | Marianne St-Gelais  | Canada         | 9:99.99  | PEN  |
| 1   | 2          | Jorien ter Mors     | Olanda         | 2:34,385 | CA   |
| 2   | 2          | Arianna Fontana     | Italia         | 2:34,489 | CA   |
| 3   | 2          | Sumire Kikuchi      | Japonia        | 2:34,526 | CB   |
| 4   | 2          | Suzanne Schulting   | Olanda         | 2:34,632 | CB   |
| 5   | 2          | Charlotte Gilmartin | Marea Britanie | 3:00,691 |      |
| 6   | 2          | Deanna Lockett      | Australia      | 3:01,928 |      |
| 1   | 3          | Choi Min-jeong      | Coreea de Sud  | 2:22,295 | CA   |
| 2   | 3          | Petra Jászapáti     | Ungaria        | 2:23,210 | CA   |
| 3   | 3          | Zhou Yang           | China          | 2:23,485 | CB   |
| 4   | 3          | Li Jinyu            | China          | 2:33,005 | AV   |
| 7   | 3          | Valérie Maltais     | Canada         | 9:99.99  | PEN  |
| 7   | 3          | Elise Christie      | Marea Britanie | 9:99.99  | PEN  |

### Finala B
| Loc | Nume              | Țară    | Timp      | Note |
| --- | ----------------- | ------- | --------- | ---- |
| 8   | Zhou Yang         | China   | 2:35,241  |      |
| 9   | Han Yutong        | China   | 2:36,548  |      |
| 10  | Suzanne Schulting | Olanda  | 2:37,163  |      |
| 11  | Sumire Kikuchi    | Japonia | 2:54,450  |      |
| 12  | Martina Valcepina | Italia  | 9:59.999  | PEN  |

### Finala A
Finala a avut loc la ora 21:09.
| Loc | Nume            | Țară          | Timp     | Note |
| --- | --------------- | ------------- | -------- | ---- |
| 1   | Choi Min-jeong  | Coreea de Sud | 2:24,948 |      |
| 2   | Li Jinyu        | China         | 2:25,703 |      |
| 3   | Kim Boutin      | Canada        | 2:25,834 |      |
| 4   | Kim A-lang      | Coreea de Sud | 2:25,941 |      |
| 5   | Jorien ter Mors | Olanda        | 2:25,955 |      |
| 6   | Petra Jászapáti | Ungaria       | 2:26,138 |      |
| 7   | Arianna Fontana | Italia        | 2:27,475 |      |